# Moed
Moed ("Festivais") é a segunda Ordem da Mishná, o primeiro registo escrito da Torá Oral do Povo Judeu. Das seis ordens da Mishná, Moed é a terceira mais curta. A Ordem de Moed consiste em 12 tratados:
1. Shabat (שבת, Shabat ou Sabá (dia)).
2. Eruvin (עירובין, "Misturas").
3. Pessachim (פסחים, "festa de Pessach").
4. Shekalim (שקלים, "siclos")
5. Yomá (יומא, "Dia").
6. Sucá (סוכה, "Cabana").
7. Beitzá ou Yom Tov (ביצה, "Ovo" ou יום טוב, "Dia Festivo").
8. Rosh Hashaná (ראש השנה, "Ano Novo").
9. Taanit (תענית, "jejum").
10. Meguilá (מגילה, "Rolo de Ester").
11. Moed Katan (מועד קטן, "Pequena Festa").
12. Chagigá (חגיגה, "Oferenda festiva").

O Talmude de Jerusalém ou Talmud Yerushalmi tem uma Guemará de cada um dos tratados, enquanto no Talmude Babilónico, apenas falta o tratado de Shekalim. Contudo, na maioria das edições impressas do Talmude Babilónico (assim como o ciclo de estudos de Daf Yomi), está incluída a Guemará de Shekalim do Talmude de Jerusalém.
No Talmude Babilónico os tratados desta Ordem organizados desta forma: Shabbat, 'Erubin, Pesachim, Beitzá, Chagigá, Moed Katan, Rosh Hashanah, Taanit, Yomá, Sucá, Shekalim, Megilá. No Talmude de Jerusalém a ordem é: Shabbat, Eruvin, Pessachim, Yomá, Shekalim, Sucá, Rosh Hashanah, Beitzá, Taanit, Megilá, Chagigá, Moed' Katan.
Nas Festas Judaicas, existe o costume de ler o tratado desta Ordem com os detalhes das leis desse respectivo festival. (ou seja, deve-se estudar o Tratado de Rosh Hashaná na festa de Rosh Hashaná).